# 싱크로니시틴
"싱크로니시틴(シンクロニシティーン)"은 2010년 4월 7일 발매된 상대성이론의 3번째 정규 앨범이다.
제목은 synchronicity와teenager에서 유래된것으로 생각된다.

## 수록곡
1. 신데렐라
작사,작곡:마나베 슈이치
2. 미스 패러렐 월드
작사:마나베 슈이치,티카·α.작곡:야쿠시마루 에츠코,나가이 세이이치,마나베 슈이치,니시우라 켄스케
 후렴구의 가사는 "LOVE에빠지다"의 PV에 숨겨진 메시지에 관련하고있다.
 음악게임 "pop'n music 19 TUNE STREET"에 수록된다.
3. 인공위성
작사:나가이 세이이치,티카·α. 작곡:나가이 세이이치
4. 차이나 어드바이스
작사,작곡:마나베 슈이치
5. (사랑은)백년전쟁
작사,작곡:나가이 세이이치
6. 페페론치노 캔디
작사:마나베 슈이치,티카·α. 작곡:마나베 슈이치,야쿠시마루 에츠코
7. 마이 하트 하드 핀치
작사,작곡:마나베 슈이치
8. 삼천만년
작사:나가이 세이이치,티카·α. 작곡:나가이 세이이치
가쿠게이 대학역,토큐토요코센에 관련된 가사가 여러번 보인다.
9. 신경쓰이는 그 아이
작사:아츠시마루 에츠코,나가이 세이이치,마나베 슈이치,니시우라 켄스케. 작곡:야쿠시마루 에츠코,나가이 세이이치,마나베 슈이치
10. 소학관
만화"MONSTER"와 잡지"빅 코믹 스피리츠"를 테마로한 곡. 또한 MONSTER가 연재되고 있던것은 스피리츠가 아니라 빅 코믹 오리지널이다.
11. 문라이트 은하
작사:티카·α,나가이 세이이치. 작곡:나가이 세이이치